# Histricomorfs
Els histricomorfs (Hystricomorpha) són un dels cinc subordres que formen l'ordre de mamífers rosegadors. El seu nom científic prove de la unió de les paraules gregues hystrix (ὕστριξ), que vol dir "porc espí" i morphē (μορφή), que vol dir "forma", és a dir, "amb forma de porc espí". Alguns dels animals que inclou són el capibara, el degú, la hutia o la xinxilla. La composició exacta d'aquest grup ha anat canviant a mesura que les anàlisis morfològiques i genètiques aportaven noves dades.

## Classificació

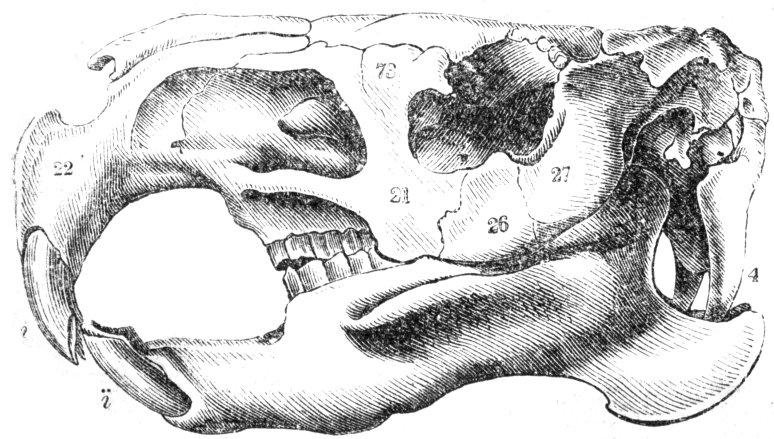
Calavera d'un capibara mostrant un canal infraorbitari allargat característic de la majoria dels histricomorfs. Aquesta condició es anomenada histricomorfia.

La classificació moderna dels histricomorfs, també coneguts com a Entodacrya o Ctenohystrica, és una hipòtesi taxonòmica que uneix els ctenodactilomorf i els histricògnats. Aquesta relació es veu considerablement recolzada per les característiques morfològiques i moleculars. Si és certa, aquesta hipòtesis invalida la visió tradicional dels esciürògnats, ja que esdevé un grup parafilètic.
Els histricomorfs, o com a mínim els caviomorfs, de vegades no són considerats rosegadors. Malgrat això, la majoria de estudis genètics i moleculars confirmen el monofiletisme dels rosegadors. Els suport del polifiletisme dels rosegadors sembla producte de l'atracció entre branques llargues.
Els histricomorfs van aparèixer a Sud-amèrica durant l'Eocè, un continent que prèviament havia tingut als metateris, als xenartres i als meridiungulats com als únics mamífers no voladors. Aparentment hi arribaren des de l'Àfrica a través de l'Oceà Atlàntic per mitjà de la dispersió oceànica. El mateix tipus de migració podia haver tingut lloc amb els primats, que també arribaren a Sud-amèrica durant l'Eocè quan era un continent aïllat, molt abans del Gran intercanvi americà. Tot això és encara controvertit, i nous descobriments científics d'aquest tema es publiquen regularment.

## Famílies
La següent llista de famílies es basa en les taxonomies de Marivaux et al. 2002 i Marivaux, Vianey-Liaud & Jaeger 2004, els quals van sotmetre una sèrie de fòssils primerencs de rosegadors a una anàlisi de la cladística i van recuperar la hipòtesi dels histricomorfs. Els seus resultats van determinar que el subordre Sciuravida tal com el definien McKenna & Bell 1997 era polifilètic i invàlid.
Subordre Hystricomorpha
- Infraordre Ctenodactylomorphi
  - Superfamília Ctenodactyloidea
    - Chapattimyidae †
    - Cylindrodontidae †
    - Ctenodactylidae
    - Diatomyidae
    - Distylomyidae †
    - Gobiomyidae †
    - Tammquammyidae †
    - Yuomyidae †
- Infraordre Hystricognathiformes
  - Tsaganomyidae †
  - Infraordre Hystricognathi
    - Baluchimyinae †
    - Parvordre Caviomorpha - histricògnats del nou món
      - Superfamília Cavioidea
        - Caviidae
        - Cephalomyidae †
        - Cuniculidae - paques
        - Dasyproctidae - agutís i agutís verds
        - Dinomyidae - pacaranà
        - Eocardiidae †

      - Superfamília Chinchilloidea
        - Abrocomidae
        - Chinchillidae - xinxilles i viscatxes
        - Neoepiblemidae †

      - Superfamília Erethizontoidea
        - Erethizontidae - porc espins del nou món

      - Superfamília Octodontoidea
        - Capromyidae - huties
        - Ctenomyidae - tuco-tucos
        - Echimyidae - rates espinoses
        - Heptaxodontidae † - huties gegants
        - Myocastoridae - coipú
        - Octodontidae - degú

    - Parvordre Phiomorpha
      - Bathyergidae
      - Bathyergoididae †
      - Diamantomyidae †
      - Hystricidae - porc espins del vell món
      - Kenyamyidae †
      - Myophiomyidae †
      - Petromuridae
      - Phiomyidae †
      - Thryonomyidae